# Need for Speed: World
Need for Speed: World (precedentemente conosciuto come Need for Speed: World Online) è stato un episodio della serie Need for Speed pubblicato da Electronic Arts. Questo titolo è co-sviluppato da Quicklime Games e EA Singapore, esso è un gioco di guida arcade in versione Massive Multiplayer Online. Dal lancio al 9 settembre 2010 era un gioco a pagamento, infatti, per accedere a tutti e 50 i livelli, si doveva acquistare lo Starter Pack che comprende anche 8000 SpeedBoost (moneta virtuale di Need For Speed World) e una macchina in omaggio, il tutto al costo di 20€. I giocatori che non acquistavano lo starter pack potevano giocare solo fino al decimo livello. Dal 9 settembre è diventato un gioco free-to-play, difatti tutti potranno arrivare al livello 60. Il 15 aprile 2015 viene annunciata la chiusura dei server del gioco. Il 14 luglio dello stesso anno il gioco è andato offline, come annunciato precedentemente. Il 15 aprile 2015 sulla pagina Facebook ufficiale di Need for Speed: World è stato fatto sapere ai giocatori che in data 14 luglio 2015 i server verranno chiusi, e qualche ora dopo il sito web di Need for Speed: World reindirizzerà gli utenti al sito 
World ha uno stile di gioco simile a quello di Most Wanted e Carbon, pur non avendo una storia, una trama di base da seguire, ma sembra che il gioco accada in un mondo virtuale: si concentrerà su corse clandestine multiplayer e inseguimenti con la polizia, e aggiunge elementi come le abilità speciali (skills). La mappa è l'unione delle città di Rockport e Palmont, rispettivamente le città di Most Wanted e Carbon che formano la città più grande della storia di Need For Speed.
Ogni giocatore ha la possibilità di creare un proprio garage di auto: esse sono acquistabili tramite SpeedBoost (equivalente a moneta reale) o tramite In-Game-Cash (moneta virtuale ottenibile come ricompensa all'interno del gioco). Le modalità di gioco consistono in: Sprint, Circuito, Team Escape, Pursuit. Nel 2012 è stata aggiunta la modalità di gara "Drag Race".
Ciascuna auto può essere modificata migliorando le sue prestazioni tramite l'installazione di performance parts appartenenti alle seguenti categorie: motore, compressore, trazione, sospensioni, freni, gomme. Le prestazioni di ciascuna auto sono misurate tramite delle statistiche complessive. Al variare di tali statistiche l'auto può rientrare o meno in determinate classi (car classes): S, A, B, C, D, E. Tali classi regolano l'accesso a determinati eventi disponibili all'interno della mappa di gioco.
Una prerogativa del gioco è la possibilità di modificare l'estetica delle auto: verniciatura, cerchi, bodykit, adesivi, neon, kit di ribassamento, alettoni, tinta dei finestrini, targhe (la maggior parte acquistate con SpeedBoost)
Un'altra caratteristica del gioco è la possibilità di utilizzare dei powerups che consentono alle auto di acquisire temporaneamente delle abilità speciali, come ad esempio il Nitrous che fornisce una forte accelerazione, il Juggernaut che aumenta la capacità di sfondamento dell'auto, o il Run Flats che ripristina lo stato delle gomme in caso di foratura dovuta a strisce chiodate.
Su ciascuna auto sono inoltre installabili le Skill Mods che permettono di potenziare l'efficacia dei powerups o di aggiungere altri effetti permanenti all'auto.
Nel mese di Aprile 2013 è stato introdotto un sistema di achievements, che consente di ottenere delle ricompense al raggiungimento di determinati obiettivi.
Nel corso del 2013 EA ha chiuso il team Quicklime games che si era occupato della gestione del gioco.
Dopo la chiusura dei server alcuni fan del gioco hanno sviluppato un'applicazione per poter rigiocare il gioco in modalità offline, sbloccando la possibilità di guidare i veicoli del traffico, della polizia e la Vauxhall Monaro VXR.
Nel 2017 è nato un progetto open source chiamato Soapbox Race World, con l'intento di riportare il gioco online, e sono nati diversi server online a cui è possibile giocare liberamente.

## Critiche
Uno dei problemi che affliggono maggiormente il gioco è la presenza di una vasta schiera di cheater. Le contromosse del team di sviluppo consistono in patch temporanee e solo raramente si concludono nel ban degli utenti. Il fatto che il gioco si configuri come free-to-play e l'assenza di un solido sistema anticheat favorisce il proliferare del problema e rende l'esperienza di gioco a tratti frustrante per il resto della community.
Inoltre dopo ogni scontro in gara non si subiscono grosse penalizzazioni, il che rende il gioco adatto solo a chi si avvicina ai giochi di auto per la prima volta.
Un'altra critica viene mossa allo sbilanciamento del gioco in favore dei giocatori che spendono moneta reale (ovvero SpeedBoost), i quali hanno accesso in esclusiva alle auto più performanti, che solo successivamente e in maniera molto limitata vengono rese acquistabili in moneta virtuale.

## Auto
Le auto sono oggetto di continue modifiche: vengono aggiunte e tolte in continuazione, quindi è impossibile fare un elenco delle auto presenti, di seguito i veicoli presenti al momento della scrittura (12/02/13):
- Alfa Romeo 8C Competizione
- Aston Martin DBS
- Aston Martin V12 Vantage
- Audi A1 Clubsport Quattro
- Audi R8 4.2 FSI Quattro
- Audi R8 5.2 FSI Coupe Quattro
- Audi R8 LMS Ultra
- Audi S5
- Audi RS4
- Audi TT RS Coupé
- Audi Quattro 20V
- Bentley Continental GT Supersports nelle versioni Coupé e Convertible
- BMW 135i Coupe e nella versione BMW M
- BMW M1
- BMW M3 E92
- BMW M3 GTR E46
- BMW M3 E30
- BMW M3GTS
- BMW M6 Coupe presente anche nella versione Convertible
- BMW E9 nella versione 3.0 CSL Gr. 5
- Cadillac CTS-V
- Chevrolet Camaro SS
- Chevrolet Camaro ZL1
- Chevrolet Stingray
- Chevrolet Corvette Z06
- Chevrolet Corvette Z06 Carbon
- Chevrolet Corvette ZR1
- Chevrolet El Camino
- Chrysler 300 C nella versione Hemi SRT8
- Dodge Challenger
- Dodge Charger SRT8 Super Bee
- Dodge Viper (SRT-10)
- Dodge Viper SRT10 ACR
- Ford Crown Victoria Police Interceptor
- Ford Escort RS Cosworth
- Ford Escort nella variante Mk1 RS1600 FIA Group 2
- Ford F-Series nella variante F-150 SVT Raptor
- Ford Focus nella versione RS MkII
- Ford GT
- Ford GT40 nella versione Mk.1
- Ford Mustang nella versione Boss 302 del '69 e '12
- FordShelby Super Snake
- Hummer H1 nella versione Alpha
- Infiniti G35
- Jaguar E-Type nella versione Lightweight
- Jaguar XKR
- Koenigsegg Agera
- Koenigsegg CCX
- Koenigsegg CCXR Edition
- Lamborghini Aventador LP700-4
- Lamborghini 5000 Quattrovalvole (1985-1988)
- Lamborghini Diablo SV prima serie (1995–1998)
- Lamborghini Gallardo LP550-2 Valentino Balboni
- Lamborghini Gallardo LP560-4
- Lamborghini Gallardo spyder
- Lamborghini Miura SV
- Lamborghini Murciélago LP640
- Lamborghini Murciélago LP650-4 Roadster
- Lamborghini Murciélago LP670-4 SV (che in questo caso sta per SuperVeloce e non SportVeloce come tradizione Lamborghini)
- Lamborghini Reventón
- Lamborghini Sesto Elemento
- Lancia Delta HF Integrale 16v Evoluzione (1991)
- Lexus IS F
- Lexus IS 350 (seconda serie)
- Lexus LFA
- Europa S (Type 121)
- Lotus Exige Cup 260
- Marussia B2
- Mazda Mazdaspeed 3
- Mazda MX-5 (Terza serie)
- Mazda RX-7 disponibile anche nella variante RZ
- Mazda RX-8
- McLaren F1
- McLaren MP4-12C
- Mercedes-Benz SLR McLaren 722 Edition
- Mitsubishi Eclipse
- Mitsubishi Eclipse GT
- Mitsubishi Lancer Evolution VIII
- Mitsubishi Lancer Evolution X
- Nissan 240SX (S13) (1990) (versione HatchBack)
- Nissan Silvia (S14) (Nissan 200SX) (1995)
- Nissan Silvia (S15) (1999)
- Nissan 350Z
- Nissan 370Z
- Nissan Fairlady (240ZG)
- Nissan GTR
- Nissan GT-R SpecV
- Nissan Skyline GT-R nella rarissima versione NISMO Z-Tune
- Nissan Skyline GT-R C10
- Nissan Skyline GT-R R32
- Nissan Skyline GT-R R34
- Pagani Zonda Cinque
- Pagani Zonda F
- Plymouth Barracuda nella versione motorizzata Hemi e denominata "'Cuda"
- Plymouth Road Runner (prima serie)
- Pontiac Firebird Formula
- Pontiac GTO '65
- Pontiac Solstice GXP (2007–2009)
- Porsche 911 Carrera RSR 3.0
- Porsche 911 Carrera S
- Porsche 911 GT2 (996)
- Porsche 911 GT2 (997)
- Porsche 911 GT3 RS (997) disponibile anche col potenziato motore da 4.0 litri
- Porsche 914 nella versione 6 GT
- Porsche 959
- Porsche Boxster Spyder (2010)
- Porsche Cayman S
- Porsche Panamera Turbo
- Renault Clio Sport V6
- Renault Mégane Sport
- Scion tC
- Shelby Automobiles Cobra "Daytona" Coupe
- Subaru Impreza WRX STI
- Subaru Impreza WRX STi Hatchback
- Toyota Corolla AE-86
- Toyota MR2 (MKII)
- Toyota Supra
- Volkswagen Golf (Prima serie 1974-1983)
- Volkswagen Golf R32
- Volkswagen Scirocco

Sono inoltre presenti veicoli di fantasia chiamati BFH SUV e altre varianti di veicoli esistenti con specifiche tecniche personalizzate.

## Caratteristiche
- Ampia scelta di veicoli di licenza.
- Gioco libero in multiplayer su PC.
- Possibilità di giocare su due monitor.
- Città più grande nella storia di NFS.
- Ottima grafica per i giochi online.
- Alternanza giorno notte.
- Ampia personalizzazione delle vetture.